# Stab (Statik)

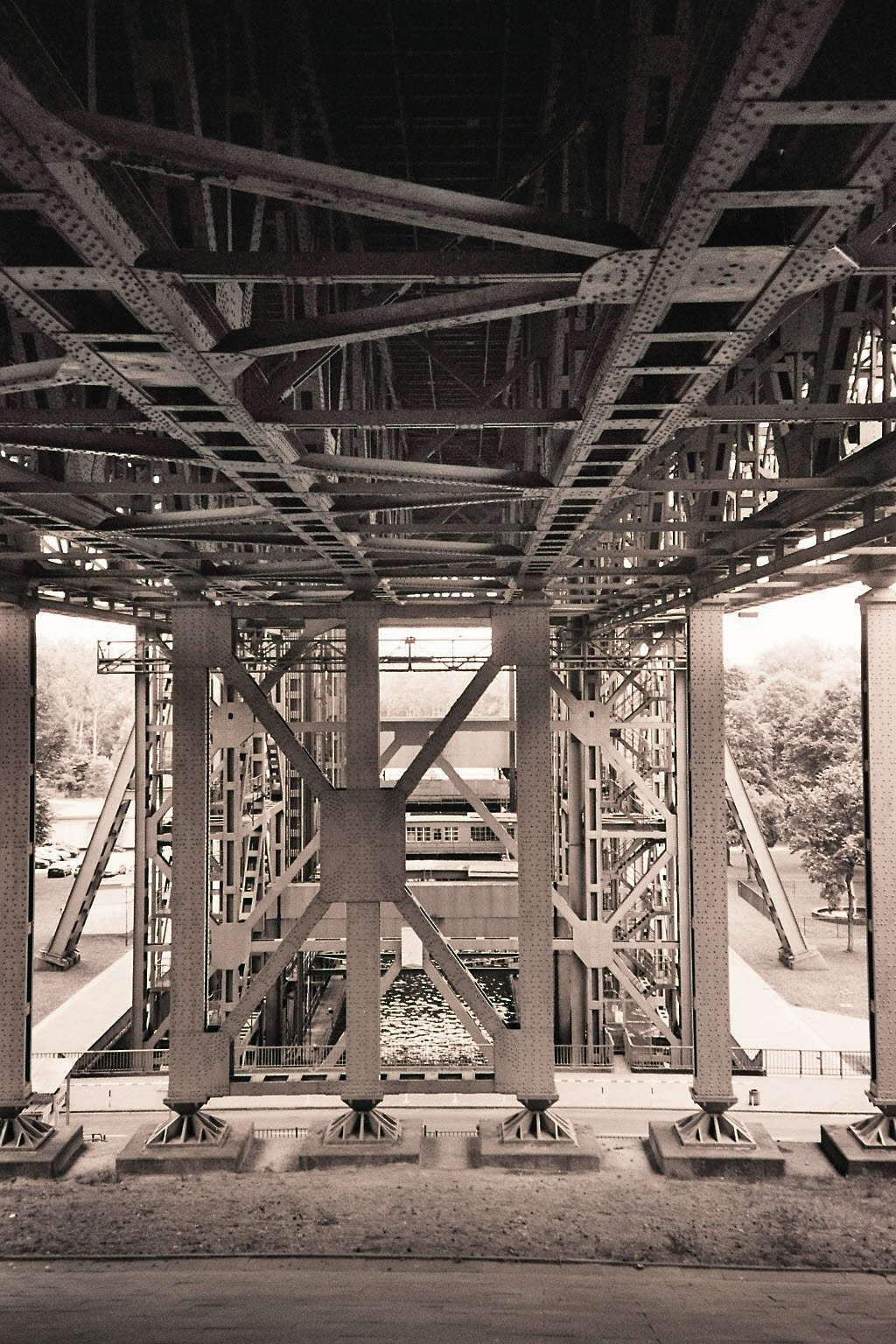
Tragwerksstäbe einer Stahlkonstruktion, in diesem Falle als Pendelstützen ausgeführt

Ein Stab ist der einfachste Träger in einem Tragwerk wie z. B. einem Fachwerk oder einem Rahmen. Die Stabachse repräsentiert die Schwerachse eines Bauteils. Er kann Normalkräfte übertragen, im Dreidimensionalen auch Torsion.
Ein Tragwerk aus Stäben wird mit der Stabstatik berechnet; ein Tragwerk aus Balken nach der Balkenstatik.
Stäbe besitzen u. a. neben ihrer Länge L eine Dehnsteifigkeit E·A mit
- dem Elastizitätsmodul E
- der Querschnittsfläche A.

Diese Eigenschaften genügen, um damit zu rechnen. Wenn die Verhältnisse zwischen den Dehnsteifigkeiten der einzelnen Stäbe bekannt sind, kann man in der linearen Elastizitätstheorie die Stabkräfte berechnen.
Da sich Materialien im Allgemeinen plastisch und viskos verhalten, beeinflusst bei statisch unbestimmten Systemen auch die Ausnutzung das Tragverhalten, siehe z. B. Fließgelenk. 
Ein Tragwerk aus Stäben kann statisch bestimmt oder statisch unbestimmt sein. Es gibt zweidimensionale und dreidimensionale Stab-Tragwerke.
Ein Stab kann an jeder Stelle belastet werden.